# エディンバラの歴史
本項では、スコットランドの都市エディンバラの歴史（エディンバラのれきし）について述べる。
現在のエディンバラ周辺地域には数千年以上前から人々が進出していた。エディンバラの定住地としての起源は、土塁がおそらく現在のキャッスルロックに築かれた中世初期まで遡ることができる。7世紀から10世紀まで、エディンバラは七王国の一つであるノーサンブリア王国の一部であり、その後スコットランド人の王の居城となった。城下街の区域は12世紀に王の特許状を根拠として築かれ、14世紀にはスコットランドの首都となった。現在新市街として知られる区画は18世紀後半に新しく作られたものである。エディンバラは19世紀前半にグラスゴーに抜かれるまでスコットランド最大の都市であった。

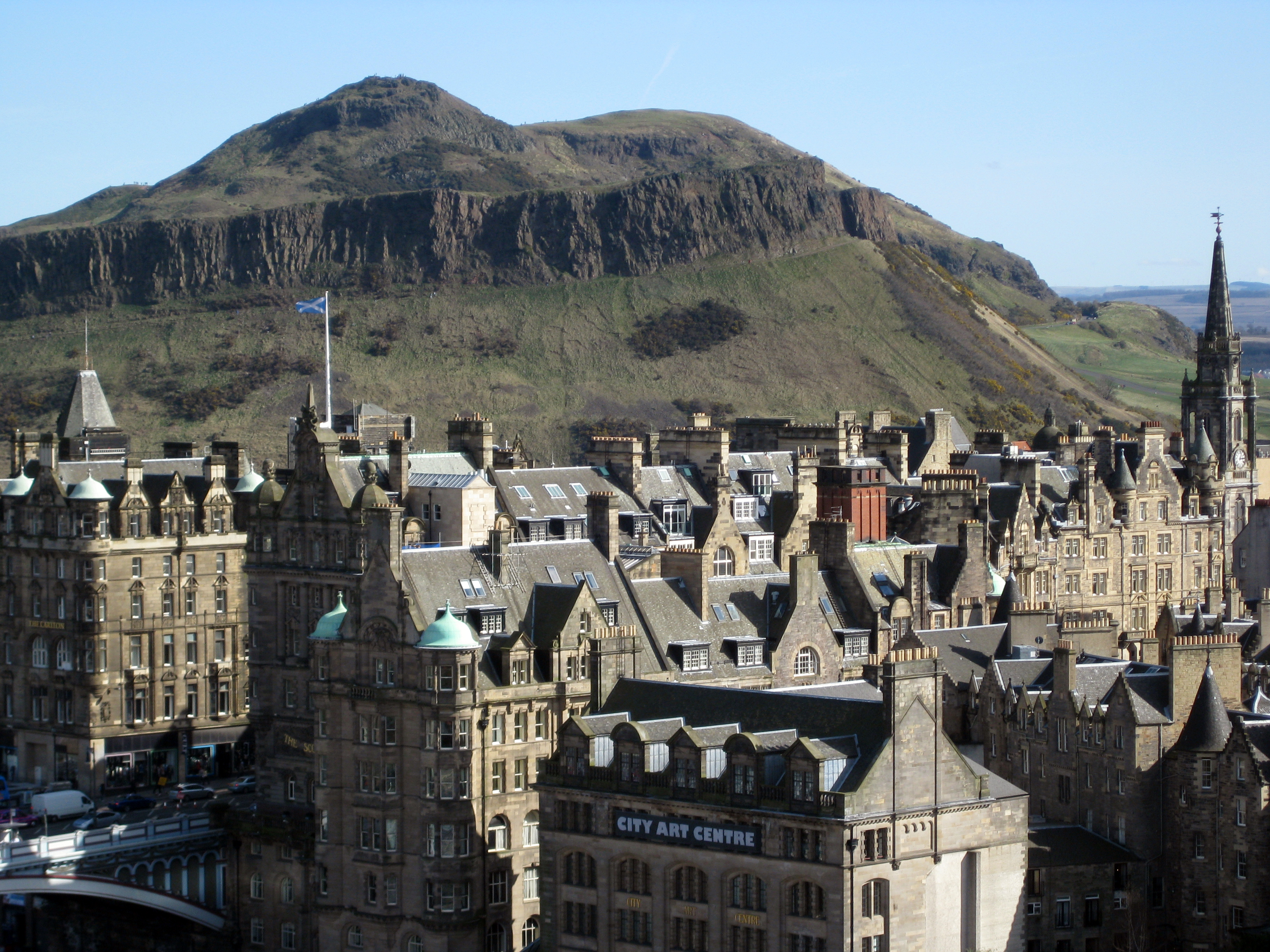
エディンバラ市街から望むアーサーズ・シート

## 起源
エディンバラ地域最古の居住跡はエディンバラ北西の村、クラモンドで発見された中石器時代のものである。また、青銅器時代後期や鉄器時代の集落の遺跡もキャッスル・ロック、アーサーの玉座、クレイグロックハート・ヒル、ペントランド・ヒルズから発見されている。これらの最初期の住民たちの文化は中央ヨーロッパのハルシュタット文化やラ・テーヌ文化といったケルト系の文化と共通点が多い。1世紀の終わりにローマ人たちがロージアンを訪れた際、この地域でブリトン人の部族と遭遇した。この部族の名前はヴォタディーニと記録されている。この地にやってきたローマ人達はクラモンドに要塞を築いた。ディア街道によってヨークと繋がれたこの要塞がのちにエディンバラ市街の基礎となった。
7世紀より以前の段階で、ヴォタディーニの末裔と考えられているゴドズィン族が、現在のエディンバラ周辺のエティン地域に「ディン・エディン」と呼ばれる城塞を築いた。この城塞の位置は未だ不明だが、砦としての地形的な利点を考えると現在のキャッスル・ロック、アーサーズ・シート、あるいはコールトン・ヒルにあったのではないかと考えられる。ゴドズィン族の時代にロージアン地域が形成され、エディンバラはその中心地となった。600年前後にゴドズィンの王マナドッグ・ムンヴァイルがエディンバラ近郊で南方のゲルマン系の入植者に対して挙兵したとの言い伝えがウェールズに残っている。マナドック・ムンヴァイルの軍団は、おそらく現在のノース・ヨークシャーのカタリックで発生したカトリースの戦いでアングル人の勢力に破れたと推測される。

## ノーサンブリア王国時代のエディンバラ（7世紀から10世紀）

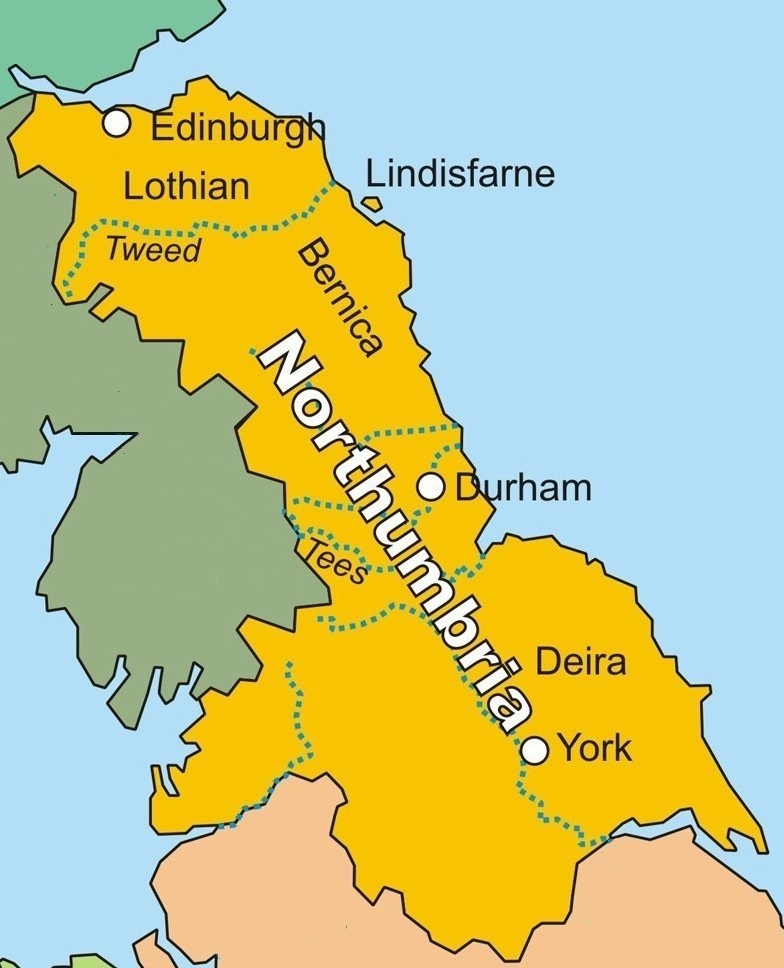
ノーサンブリア王国、西暦800年頃

バーニシア王国のアングル人は、引き続いてバーニシア、ノーサンブリア、最終的にはスコットランド南東部となる地域に、特にゴドズィン王国の根拠地であるディン・エディンがノーサンブリアのオズワルド王に忠誠を誓う勢力によって包囲されたと見られる638年から、著しい影響を与えた。この戦いによってエティンの丘のとりでの支配権がブリソン系ケルト人からノーサンブリア人へと移ったかどうかにかかわりなく、この時期にエディンバラ地域はノーサンブリアの支配下に入った。アングル人はこの後もエディンバラの西と北に勢力を拡大し続けたが、685年にネックタンスメアの戦いで敗北したのち、エディンバラがこのアングル人の王国の北西の端となった。アングロサクソン年代記によれば、710年にアングル人はピクト人とエイヴォン川とキャロン川の間で戦った（これらの川はエディンバラの西約20マイルの地点で南からフォース川へ流入する）。排他的ではなかったものの、アングル人の影響はエディンバラを最前線の根拠地として7世紀中頃から10世紀中頃に優位となった。この時期、エディンバラが古英語のノーサンブリア方言が話される土地となり、ディン・エティンと呼ばれていた街の名前に古英語の接尾辞 "-burh" がつけられた。
ノーサンブリア時代のエディンバラに関する資料はほとんどないが、1130年に年代史家のダラムのシメオンが、854年にエドウィンスバーク（Edwinesburch）の教会がリンディスファーン司教（現在のダラム司教）の支配下に入ったと書き残している。したがって9世紀半ばまでに定着した移民が存在したとこの記録から推測されている。この教会は現在もエディンバラ市街に残るセント・ジャイルズ大聖堂または聖カスバート教会の前身ではないかと推測されている。伝説では7世紀後半に聖カスバートがキャッスル・ロック周辺で布教を行ったとされている。
キャッスル・ロックの砦の発展についてはよく分かっていない。7世紀にノーサンブリア人によって要塞が設置されたことが示唆されているが、考古学的ならびに歴史学的証拠は乏しい。例外として、エディンバラのノーサンブリア時代の終わり（10世紀中頃）までこの場所にある種の貴族の邸宅が存在したことを示すしるしがある。
9世紀末、ブリテン島へのヴァイキングの襲撃にすぐ続いてヨークを中心としたデーンロウが整律した。ノーサンブリア王国の北半分は、古ノルド語を話すデーン人によってイングランドの残りの部分から切り取られた。これによって残ったノーサンブリア王国の力は著しく弱くなった。10世紀の間に、ブリソン語名のロージアンを持ち続けていたその最北地域がスコットランド王国の支配下に置かれた。934年にはイングランドの王アゼルスタンがエディンバラを破壊したが、決定的な勝利に至らなかったことがクロンマクノイスの年代記に記されている。また11世紀の『アルバの王たちの年代記』には通常エディンバラと考えられている "oppidum Eden" が今日にいたるまでスコットランド人に明け渡されたことが記されている。これは、ロージアンがスコットランド人の王インダルフ（在位954年–962年）へと譲られたしるしと解されてきた。それ以来エディンバラは一般的にスコットランド人の管轄下にあり続けた。

## 中世のエディンバラ市街（11世紀から1560年）

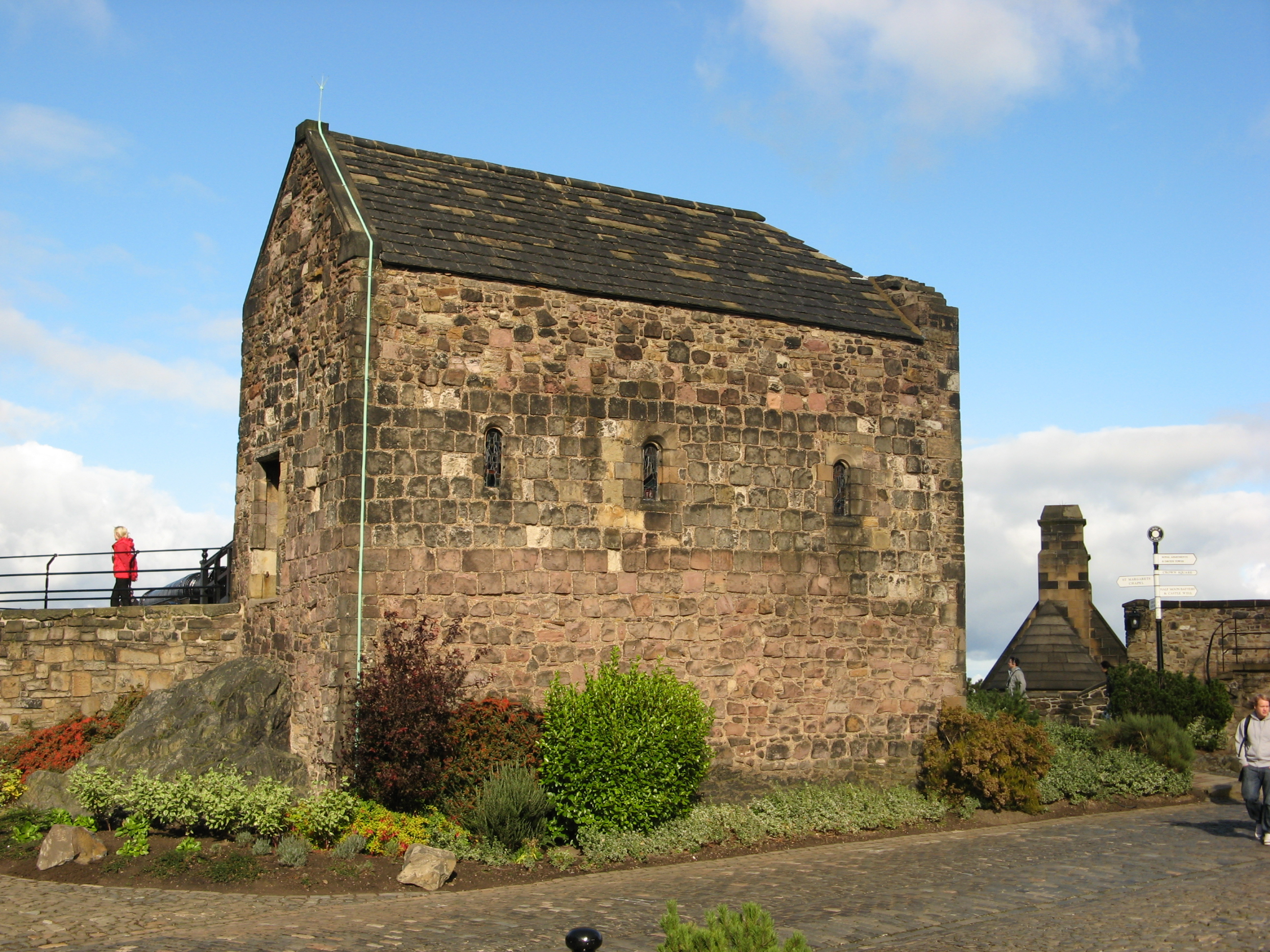
12世紀のエジンバラで最も古い建物である聖マーガレット礼拝堂。

973年のチェスターでの会議において、イングランドのエドガー平和王がロージアンをスコットランド王ケネス2世に公式に与えた。歴史家のマージョリー・アンダーソンは、これがスコットランドによるロージアン統治を確実にする重要な出来事であったと考えている。1018年のカラムの戦いでのマルカム2世の勝利によってこの地域へのノーサンブリアの脅威は終焉し、11世紀初頭までロージアンへのスコットランドの支配は盤石なものとなった。マルカム3世大首領王（在位1058年–1093年）はフォースの北に位置するダンファームリンに王宮と邸宅を持っていたが、妻のマーガレットに愛情を注ぐにつれ、彼女のために教会を建てたエディンバラで過ごすようになった。エディンバラ城内のセント・マーガレット教会堂は現存するエディンバラ最古の建築物と伝統的に見なされているものの、ほとんどの研究者は現在、現存する形式でのこの教会はマーガレットの末の息子であるデイヴィッド1世によって母を追悼して建設された可能性が高いと考えている。
12世紀（1130年頃）、デイヴィッド1世はスコットランドの最初の勅許自治都市の一つとしてエディンバラの街を築いた。この街はキャッスル・ロックの斜面に建てられ、城の城壁によって守られていた。商人には、長い市場通りの両脇に沿った「トフト（toft）」と呼ばれる細長い土地が、1年と1日以内にその土地に建物を建てるという条件の下で割り当てられた。それぞれのトフトは通りから境界の溝まで伸び、（高い壁に囲まれた庭を意味する）私的な「クローズ close」（古フランス語のclosに由来）を形成した。ホリールード寺院によって保有されたエディンバラの街に隣接する王国領自治都市は東はキャノンゲートのバラまで発展した。
スコットランド独立戦争の期間の1291年から1314年までと1333年から1341年まで、エディンバラは主にイングランド人の支配下に置かれた。1219年にはイングランド貴族、バセット卿がエディンバラ城の城主となった。1298年のイングランドがスコットランドに侵攻した時、エドワード1世はイングランド人が支配するエディンバラの街への立ち入ることをせず、軍隊と共に通り過ぎた。
1334年、イングランドの傀儡であったスコットランド王位僭称者エドワード・ベイリャルは、ニューキャッスル条約の一部としてエディンバラを含むスコットランド南部の大部分をイングランド王エドワード3世へ与えた。スコットランドの主要な貿易港であったベリックが1330年代にイングランドの占領によって失われた後、スコットランド王国の利益の多い皮革、そして最も重要な羊毛の輸出の大半はエディンバラとその近くのリースの港を通して行われた。14世紀中頃までのデイヴィッド2世の時代、フランスの年代記史家ジャン・フロワサールは当時400戸ほどの人口を擁していたエディンバラを「スコットランドのパリ」と形容した（1365年頃）。スコットランド王ジェームズ2世（1430年–1460年）は「ホリールード寺院で生まれ、戴冠し、結婚し、埋葬された」。ジェームズ3世（1451年–1488年）は勅許状の1つの中でエディンバラを「我らの王国の第一のバラ（principalior burgus regni nostri）」と形容した。ジェームズ5世（1512年–1542年）の治世まで、エディンバラの課税評価は王国の第2位から第4位までのバラの合計額と等しいこともあった。その税収はスコットランドの全てのバラからの合計の1/5から1/4までの規模に達し、総関税は半分あるいはそれ以上の比率であった。同時代の人々によって報告された1544年のハートフォードの急襲の時期の大規模な破壊にもかかわらず、エディンバラの街は、王室と貴族の要求に応え続けた商人自由市民と職人の集団によって徐々に復興した。
エディンバラの職人組合には靴職人、帽子職人、織工、大工、金物師、皮革業者、肉屋、たる職人、レンガ職人、洗い張り屋、仕立て屋、床屋、パン屋、蝋燭職人などが登録されていた。16世紀、17世紀には街の中心地に課される税が上がったため、これらの職人の一部は街の境界を超えて郊外へと引っ越していった。
1560年には、スコットランドの総人口は10万人で、そのうち12000人はエディンバラに暮らし、4000人はリースの港やキャノンゲートなどエディンバラ近郊に暮らしていた。1593年の教区の人口調査では8003人の大人がハイ・ストリートの南側、北側に均等に分かれて暮らしていたことが記録されている。雇用者の45%が法律の専門家および商人の家、あるいは地主階級の市街地の別宅で働く家事使用人であった。

## 宗教改革時代

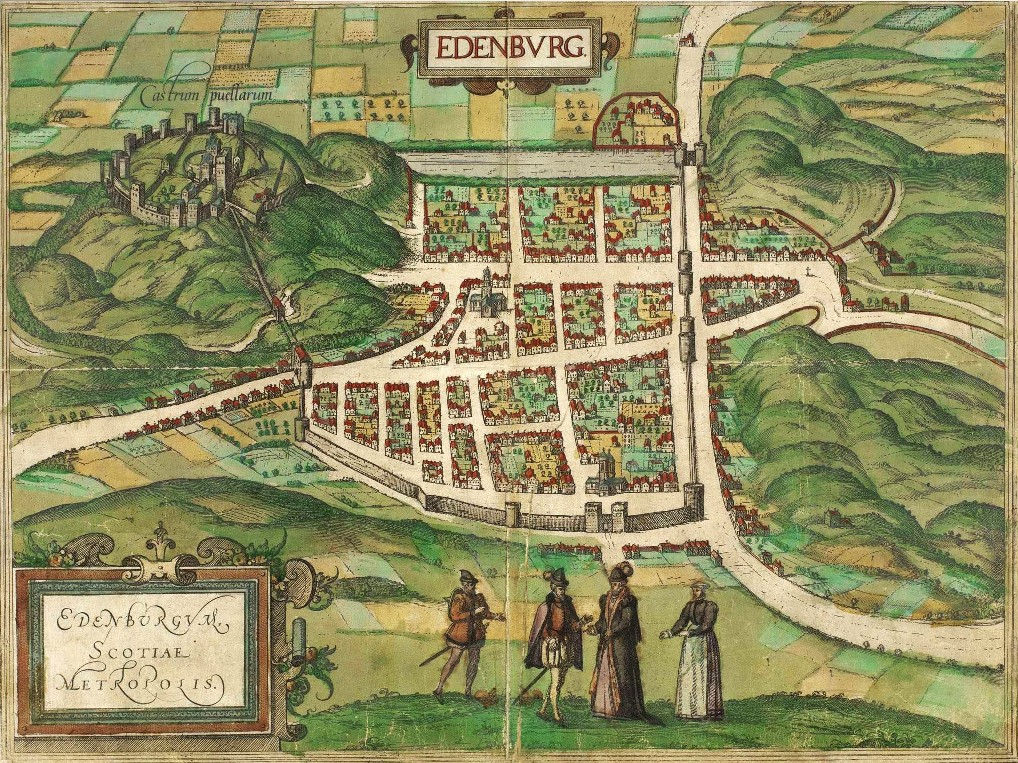
16世紀のエジンバラ。ブラウンto ホーゲンベルクのCivitates orbis terrarumから。

16世紀中頃のエディンバラはスコットランドの宗教改革においてプロテスタント主義の確立をもたらした出来事において中心的な役割を果たした（リースの包囲戦を参照）。1561年にフランスから帰国したカトリック教徒のスコットランド女王メアリーは、短い治世の間、帰国前から懸念されていた深い不和に悩まされた。彼女の個人的な信仰とイングランドの王位の要求が最終的にカトリックへの復帰を導くことになることを恐れたプロテスタントの貴族と聖職者は、彼女の統治に執念深く非友好的であり続けた。メアリーは当初一般大衆には歓迎されたものの、秘書官のダヴィッド・リッツィオや王配ヘンリー・ステュアートの殺害を含むホリールード宮殿で展開した悲劇の連鎖は1567年のメアリーの強制的な退位で危機的状態に達した。姦婦そして殺人者として彼女の処刑を求めたセント・ジャイルズ大聖堂での説教を通して、エディンバラのプロセスタント聖職者の一人ジョン・ノックスはメアリーに対する世論に火を付けた。カーベリーで捉えられた後、メアリーは一時的に現在のエディンバラ市議会議事堂の場所にあった市長の屋敷に拘留され、その後リーブン湖城に幽閉された。メアリーの幽閉からの脱出とラングサイドでの敗北、イングランドへの逃避の後に起こったスコットランド内戦は1573年のエディンバラ城の「長い包囲戦」において残ったメアリーの忠実な支持者の最終的な降伏によって幕と閉じた。

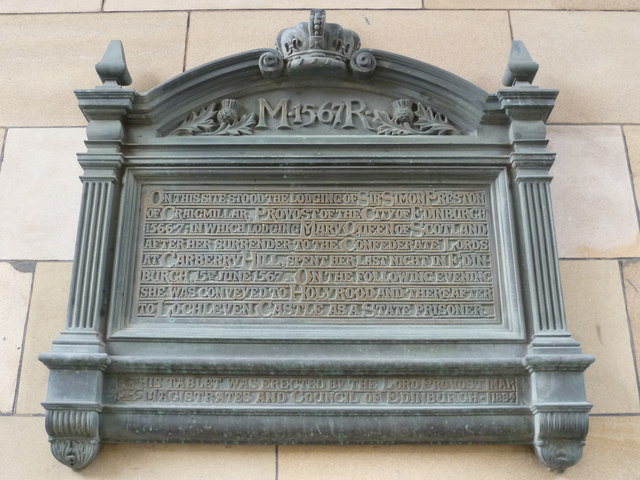
スコットランド女王メアリーがエディンバラで最後の夜を過ごした場所にあるエディンバラ市議会議事堂の石板。

17世紀に入っても続いたスコットランドのプロテスタント内部における長老派と監督派の宗派対立は、カヴェナンターの反乱と清教徒革命によって頂点を迎えた。この間、エディンバラはスコットランド議会の議席としてそのカーク（教会）が主導権を握る部会委員会と共に重要な位置を占めた。1689年の最終的な長老派の勝利によってスコットランド国教会の安定した形が決定され、ひいては国と国民のほとんどにわたってる長老派の正統性が押し付けられることとなった。
長老派はスコットランド聖公会および異端とされる人々の追放に精力を注ぎ、この時代に冒涜行為は死罪とされた。1696年外科医の息子である18歳のトマス・アイケンヘッドは、新約聖書が「偽の救世主の歴史書」であると発言して枢密院の命令により絞首刑となった。ちなみにトマスは冒涜罪によって処刑されたイギリス最後の人物である。

## 同君連合（17世紀）

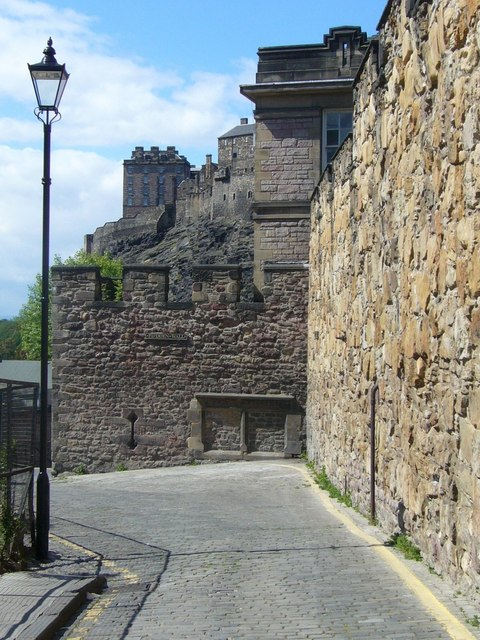
右側に17世紀に拡張されたFloodden Wall（前方）の生き残った要塞

1603年にジェームス6世はイングランドの王位を継承し、イングランド・スコットランド同君連合が誕生した。一方でスコットランドの独立はある程度保たれ、スコットランド議会は依然として存在した。ジェームズ6世はロンドンに移り住み、枢密院にスコットランドの支配を一任した。ジェームズ6世は3年に一度スコットランドに帰ることになっていたが、実際には1617年に一度戻ったのみであった。
1550年から1650年の間、エディンバラの街議会は、商人によって管理されていた。事務所を設置する資格を得る最も重要な要因は、第一に社会的地位、その次に富であり、宗派は大きな要因ではなかった。ディングウァルによると、男性の76%が父親や義理の父からそうした権利を継承していた。
17世紀になっても、エディンバラの街は16世紀のイングランドの侵略時に築かれた防壁に囲まれており、壁中には140エーカー（0.56平方メートル）ほどの土地しかなった。限られた土地と増加する人口の帰結として、エディンバラの建築は高層化し、場合によっては15階建ての建物もあった。
1706年と1707年では、合同法によってイングランドとスコットランドの議会を通過し、二つの王国はグレートブリテン王国として統合された。結果として、スコットランド議会はイングランド議会と合併し、ロンドンにイギリス議会が設置されるに至った。この連合には多くのスコットランド人が反対し、街中で暴動が頻発したことが記録されている。

## 18世紀

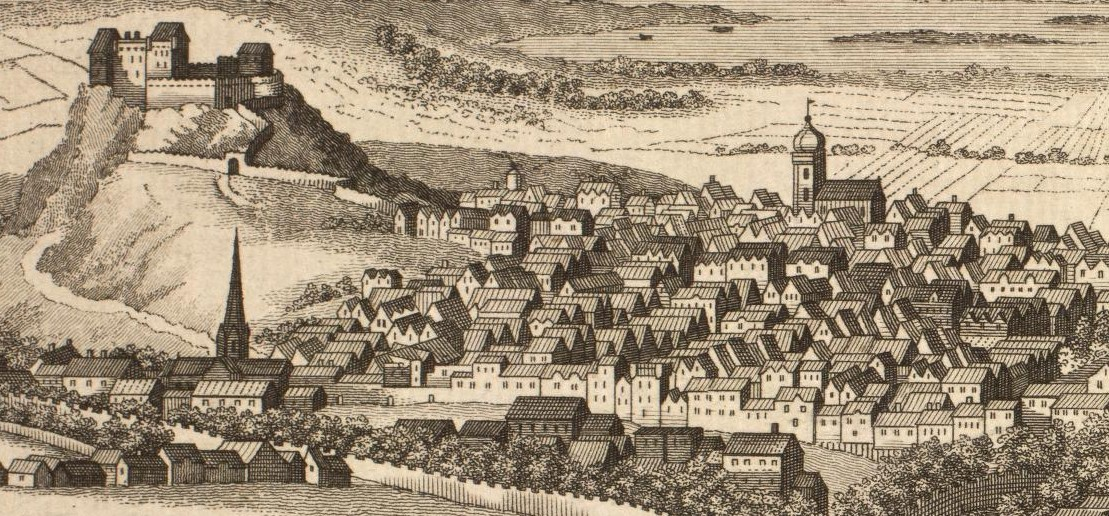
18世紀の城と城

18世紀の前半までに、スコットランド銀行、スコットランド王立銀行、ブリティッシュリネン銀行の成立に象徴されるように、街は大きな発展を遂げた。しかしその一方でエディンバラはヨーロッパ全体で最も人口密度が高く、不衛生な街の1つであった。ダニエル・デフォーは当時のエディンバラについて次のように記している「ここよりもたくさんの人が住む街はいくつもあれど、世界にエディンバラほど狭い空間に多くの人が暮らしている街が存在しないことは、紛れもない真実であろう。」
実際18世紀のエディンバラという街の特異さは、様々な旅行者によって報告されている。そこでは人工的な過密さから社会階層の間の交流が極めて近く、知的専門職に所属する住民と商人が同じ建物で暮らしていた。
ある歴史家は、このような人工過密と異なる社会階層間の交流がスコットランド啓蒙主義を産んだ思想家に影響をもたらしたと指摘している。歴史家ファーガソン曰く「高くそびえる建物の中には様々な社会階層が収納されており、貴族、裁判官と使用人は同じ建物の中で互いに肩を寄せ合った暮らしている。エディンバラに住むと、探究心のある人はみなある種の社会学者になってしまう。」
1745年のジャコバイトの反乱の渦中、エディンバラは一時的にジャコバイトの「ハイランド軍」に占領された。
エディンバラの街の領域を北へ拡張するというアイデアは、ヨーク公がホリールードに住んでいた1680年頃に最初に議論されたが、変化の直接のきっかけは、1752年のロイヤルバーグ条約により商業上の目的から街の改善を提案されたことであった。
市街改善のための提案の内容は、商人のための新しい取引所（現在の市役所）、新しい法廷と図書館の建設、北と南への拡大、およびノル湖の排水を含むことが予定されていた。北のニュータウンが形作られると、市の評議会は、連合王国とハノーファーの君主ジョージ3世に対する忠誠心を表明するために新しく作られた道にジョージストリート、クイーンストリート、ハノーバーストリート、フレデリックストリート、プリンセスストリート（ジョージの2人の息子にちなむ）などと名付けた。
 

1760年代後半以降、裁判官などの知的専門職や商人などの中間層は徐々に旧市街を捨てはじめ、ニュータウンの戸建てに移り住んだ。このような変化は、エディンバラの街の社会的、市街的性格を変え流こととなった。1820年代にロバート・チェンバーズは次のように書いている。
ある種の二重都市：一つは旧く絵画的な、丘の上に建てられた都市だ。ここは主に謙虚な（下流の）階級によって占められている。二つ目はエレガントでより現代的だ。規則的に建てられ、社会のより洗練された階層によって独占的に所有されている。 

## スコットランド啓蒙主義
1707年のイングランドとの連合によりスコットランド議会がなくなると、議員、貴族、地主はロンドンに移り住んだ。しかしその一方で、スコットランドの法律はイングランドの法律とは完全に分離されたままであり、法廷、法律専門職、大学、医療機関は市街に存在し続けた。弁護士、長老派の牧師や関連職、教授、医学者、建築家は、都市の影響力を握り、スコットランド啓蒙主義を牽引した新しい知的中流エリート層を形成した。
1740年代後半以降、エジンバラは、特に哲学、歴史、科学、経済学、医学において、革新的なアイデア中心として国際的な評判を獲得し始めた。1726年に結成されたエジンバラ大学医学部は、開設から間もなくイギリス全土およびアメリカ植民地からの学生をエディンバラに呼び込んだ。スコットランドで最も影響力のある政治指導者であったアーガイル公爵後期のアイラ伯爵アーキバルド・キャンベルはエディンバラ大学医学部の主要なスポンサーであった。シャーロック・ホームズの作者アーサー・コナン・ドイルものちの時代この医学部で学んでいる。また啓蒙主義思想の重要人物であるデイビッド・ヒュームもこの時期にエディンバラで学び、暮らしていた。

## 19世紀
エディンバラの伝統的な印刷、醸造、蒸留の産業は19世紀にも成長を続け、ゴム、エンジニアリング、医薬品などの新たな産業もこの時代に立ち上がり始めたが、イギリスの他の都市と比べてエディンバラの工業化規模が極めて小さかった。1821年にはスコットランド最大の都市としての座はグラスゴーに奪われた。

この時代、旧市街は衰退を続け、死亡率の高い過密状態のスラムと化し、その結果他の地域から社会的に隔離された。このような劣悪な環境は有名なバークとヘアによる連続殺人事件を引き起こした遠因ともなった。1865年、アレクサンダー・スミスは旧市街の一区域カウゲートについて次のように書いている。
 カウゲートは街におけるのアイルランド的な区域である。市街の橋はその区域の上にかかっている。ここの住民は道徳的にも地理的にも低い階層に所属している。彼らは自分の家に閉じこもり、めったに日の光に近づかない。エディンバラの男性の多くは、この地域に足を踏み入れたことはない。ここの住民はもぐらやミミズ、鉱夫のような暮らしを送り、すこぶる評判が悪い。ここの住民が街の上層部を訪れることはほとんどない。 

## 20世紀
第一次世界大戦中、エディンバラ市街は1916年4月2日から三日間に渡りドイツからの空襲を受け、11人の民間人が死亡した。
工業地域ではなかったため、エディンバラは第二次世界大戦の初期にイギリスの都市に対するドイツの爆撃計画の標的とはならなかった。こうした理由により、エディンバラ市街はは戦争中の大きな損失と被害を免れた。
19世紀のアイルランド移民の流入によって生じたカトリック文化はこの都市に独特のサブカルチャーを形成した。シーン・ダメルは、自身が生まれ育った1940年代と1950年代に労働者階級のアイルランドカトリック区域を回想し、プロテスタントの敵意によって政治から疎外されていたカトリック文化について「知的、文化的、および政治的視野の著しい制限」によって特徴付けられると述べている。
20世紀初頭には、革新的な都市建築家であるパトリック・ゲデスの主導により、オールドタウンの断片的な改築や修繕が行われた。しかし、1950年から1975年の間に人口は3分の2以上（3,000人）減少した。1960年代半ば、ダンビーダイクの労働者階級のエリアはほぼ一晩で一掃された。また18世紀の市街拡張の際に建設され、街の大きな部分を占めていたジョージスクエアは大学による開発の犠牲となった。

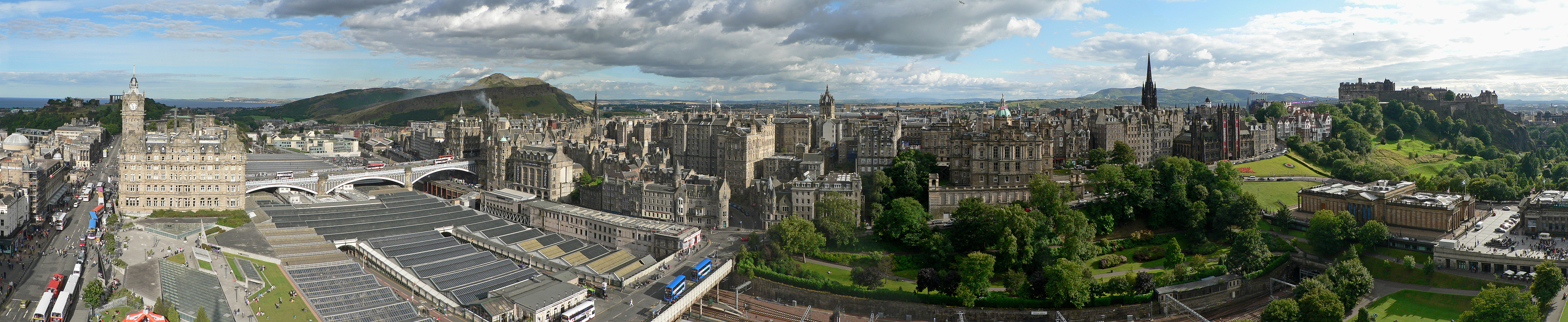
スコット記念塔から見たエジンバラのパノラマ

1990年代以降、新しいエディンバラ国際会議センターを含む新しい「金融地区」は、主に城の西側の破壊された鉄道施設を中心に成長し、急進的な変化を遂げた19世紀の産業郊外であるファウンテンブリッジにまで及んだ。この継続的な開発により、エディンバラ地区は、ロンドンに次いで英国で2番目に大きい金融および管理センターとしての地位を維持している。
1998年、翌年に施行されたスコットランド法により、スコットランド議会およびスコットランド行政府がエディンバラに設立された（2007年9月からスコットランド政府に改名）。